# Notopleura tubulistipula
Notopleura tubulistipula är en måreväxtart som beskrevs av Charlotte M. Taylor. Notopleura tubulistipula ingår i släktet Notopleura och familjen måreväxter. Inga underarter finns listade i Catalogue of Life.